# Aceton
Az aceton (INN: acetone) a ketonok legkisebb szénatomszámú képviselője. A ketonok jellemzője, hogy egy láncközi oxocsoportot tartalmaznak. Az acetont Libavius fedezte fel 1595-ben, szerkezetét Dumas és Liebig határozta meg 1832-ben. Jó tulajdonságai miatt az élet legkülönfélébb területein használják: körömlakklemosó, ill. műanyagok készülnek belőle. A vegyipar általános oldószerként alkalmazza.

## A molekula szerkezete

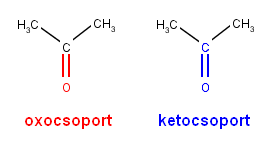
Az oxocsoport és a karbonilcsoport (ketocsoport)

Az aceton funkciós csoportja, mint az összes ketonnak, az oxocsoport, másképpen karbonilcsoport (régies, ma már nem használadnó kifejezéssel: ketocsoport). Az oxo- és a karbonilcsoport között a különbség, hogy az oxocsoport csak az oxigént és a hozzá tartozó kettős kötést, míg a karbonilcsoport az oxigénatomhoz tartozó szénatomot is tartalmazza.
Az aceton molekulája az oxigénatom miatt poláris. A molekula részleges negatív pólusa az oxigén nagyobb elektronaffinitása (elektronegativitása) miatt az oxocsoportnál található, a részleges pozitív pólus pedig az azzal ellentétes oldalon.
Az acetonmolekula alakja torzult síkháromszög (ha a ketocsoport szénatomját vesszük központi atomnak). A torzulást az oxocsoport pi-kötésének nagy térkitöltése okozza.

## Fizikai tulajdonságok
Színtelen, az éterekéhez hasonló szagú folyadék. Mind poláris, mind apoláris oldószerekben kitűnően oldódik (vízzel, alkohollal, éterrel, benzollal és kloroformmal korlátlanul elegyedik), ezért magát az acetont is oldószerként alkalmazzák.
Tűzveszélyes (lobbanáspont –17…–20 °C), alacsony forráspontú folyadék, szobahőmérsékleten is erősen párolog.

## Kémiai tulajdonságok
Az aceton két metilcsoportja szubsztitúciós reakciókban vehet részt. Az aceton, mint a többi keton, nem tekinthető redukálószernek, nem adja sem az ezüsttükör-, sem a Fehling-próbát. Erélyes oxidálószerek azonban oxidálhatják, s láncszakadás mellett ecetsav, ill. hangyasav keletkezik.

## Előállítás
Az aceton a megfelelő szekunder alkohol, a propán-2-ol forró réz-oxiddal való oxidációjával állítható elő.
CH3-CH(OH)-CH3 + CuO = CH3-CO-CH3 + Cu + H2O
Régebben előállították kalcium-acetát vagy ecetsav megfelelő katalizátor jelenlétében történő hevítésével.
Iparilag főként a kumolból történő fenolgyártás melléktermékeként állítják elő.

## Felhasználás
Az acetont univerzális oldószerként alkalmazzák a vegyiparban, ezen kívül több fontos vegyi anyagot is előállítanak belőle, például diaceton-alkoholt és metil-izobutil-ketont.
A robbanásveszélyes acetilént acetonban feloldva, majd az oldatot kovaföldben felitatva palackozzák, ez a disszugáz.
Az acetont a szépségipar is használja, a körömlakklemosók gyakori hatóanyaga.
Az aceton a fenollal egy biszfenol A nevű vegyületet alkot. A biszfenol A fontos komponense különböző műanyagoknak, köztük a polikarbonátoknak, a poliuretánoknak és az epoxigyantáknak.
A VIII. Magyar Gyógyszerkönyvben  Acetonum     néven hivatalos.  